# トヨタ・カローラFX
カローラFX（カローラ エフエックス、COROLLA FX）は、トヨタ自動車が1984年から1995年にかけて製造・販売していたハッチバック型の乗用車である。
カローラの派生車種という位置づけであるが、元はカローラのヨーロッパ・オセアニア輸出向けのメインモデルであった。1983年にモデルチェンジしたホンダ・シビックおよび兄弟車のバラードスポーツCR-Xの販売が好調だったことを受け、その対抗馬として日本市場に投入されたものである。

## 初代  E8#H型（1984年 - 1987年）
該当型式：AE80H/AE81H/AE82H/CE80H/EE80H
1984年10月3日、カローラの追加車種としてデビュー。キャッチコピーは「2BOX上級生」。カローラシリーズ全体では通算5代目で、ヨーロッパやオセアニアなどハッチバック需要が高い市場では、このモデルが5代目カローラのメインモデルとして販売されていた。
ボディタイプは3ドアもしくは5ドアのハッチバックで、cd値は0.34（3ドア「GT」での場合）。プラットフォームおよびストラットサスペンションはカローラセダン、およびカローラ5ドアリフトバックと共通である。リアシートはリクライニングが可能で、さらに折りたたむことで荷室容量を広げることもできる。
当初は1.6L DOHC・EFIの4A-GELU型エンジン（GT）、1.6L SOHC・EFIの4A-ELU型、1.5LSOHCの3A-LU型が搭載された。1985年5月のカローラ各シリーズのマイナーチェンジに伴い1C-L型（1.8L ディーゼル）と2E-LU（1.3L SOHC12バルブ・ガソリン）が追加された。
トップグレードの「GT」は、2ボックス型のハッチバック乗用車としては日本車初のDOHCエンジンを搭載したモデルである。外装にはリアスポイラーが装備され、サスペンションの減衰が強化され、パフォーマンスロッドを追加し剛性を向上させていた。内装も本革のチルト式ステアリングやスポーツバケットシートなどを備え、オプションでデジタルメーターも用意されていた。また、オートマチックにはECT-Sが設定された。
「GT」は、1980年代中後期の全日本ツーリングカー選手権にカローラレビンやスプリンタートレノと共に参戦し、ライバルであるホンダ・シビックと激闘を繰り広げた。1986年には、仙台ハイランドレースウェイで行われたレースで、トムスから参戦した関谷正徳/鈴木利男組のFX-GTが総合優勝を果たしている。
販売は欧州市場では好調であったが、日本では苦戦した。

## 2代目 E9#H型（1987年 - 1992年）
※日本・欧州仕様：1987年-1992年、南アフリカ仕様：1987年-2007年
該当型式：EE90/AE91/AE92
1987年5月、6代目カローラ/スプリンターの発表と同時にフルモデルチェンジ。カローラシリーズ全体では通算6代目。なお、カローラレビンがFXと同様に前輪駆動化されたため、FXの全日本ツーリングカー選手権への参戦はなくなった。
搭載されるエンジンは、1.3Lの2E型（73PS/6,000rpm）、新開発1.5Lハイメカツインカム・EFIの5A-FE型（94PS/6,000rpm）、1.5Lハイメカツインカム・キャブレター仕様の5A-F型（85PS/6,000rpm）、1.6Lスポーツツインカムの4A-GE型（120PS/6,600rpm・ネット値）が搭載された。5A系エンジンの登場により1.3Lの2E-LU以外全車DOHC16バルブとなった。グレードは上位から3ドアが1600GT/1500Zi/1500G/1500・1300L/1300D、5ドアは1500Zi/1500G/1500・1300L。
1989年5月にマイナーチェンジ。内外装のデザインおよびグレード名称が変更され、GTの4A-GE型エンジンがハイオクガソリン対応となり140PS/7,200rpmにパワーアップし、1500ZSと1500VSに5A-FE型のEFIなどを改良した5A-FHE型（EFI-S・105PS/6,000rpm）が搭載された。これに伴い、キャブレター仕様の5A-F型は廃止。さらに、2E型搭載の1.3L車が廃止されたため、全車がDOHC16バルブ・EFIエンジンとなった。また、GTの装備を簡略化したGTVが追加された。1600GTに電子制御サスペンションのTEMSとオートドライブ（後期型はGTVにも設定。ただし、4輪ESC(ABS)とは組み合わせ不可）がオプション設定されていた。また後期型のGT、GTV、ZS、VSには4輪ESCがオプション設定された。
2007年まで南アフリカでTAZZ（乗用仕様）／CARRI（パネルバン仕様）の名前で生産されていた（南アフリカ国内でオーリス発売と同時にモデル廃止）。

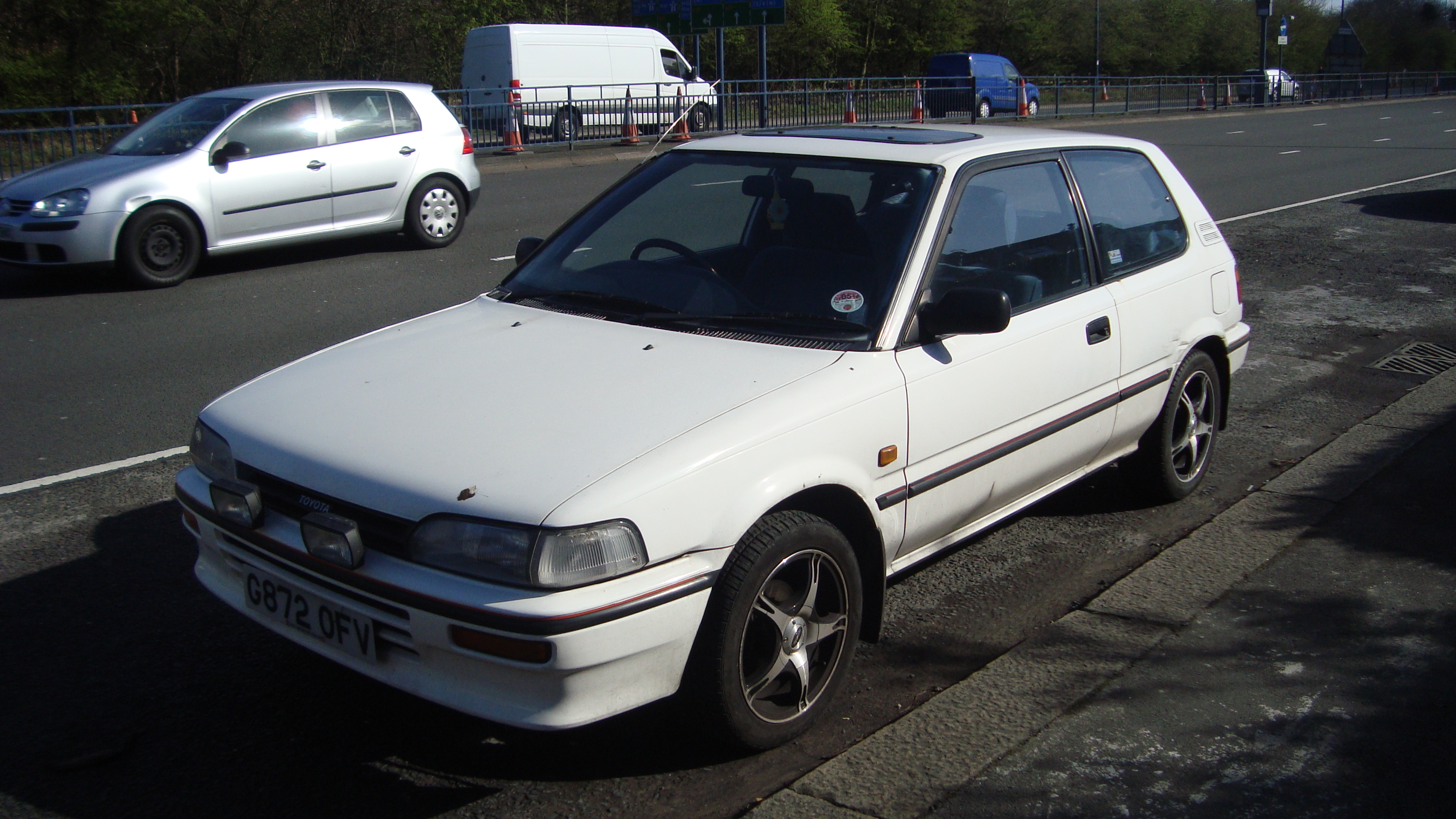
前期型（英国仕様）
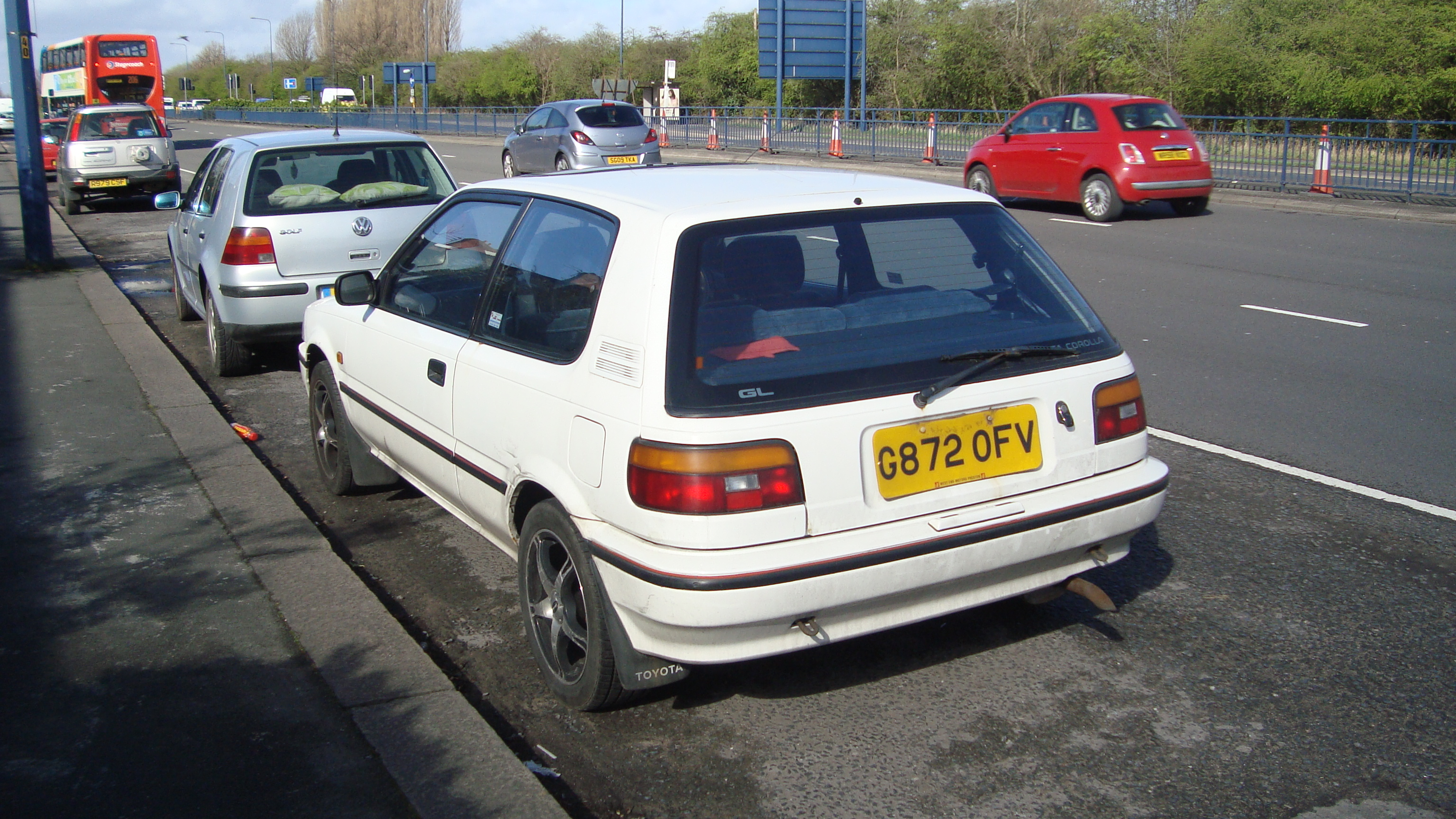
前期型（英国仕様）
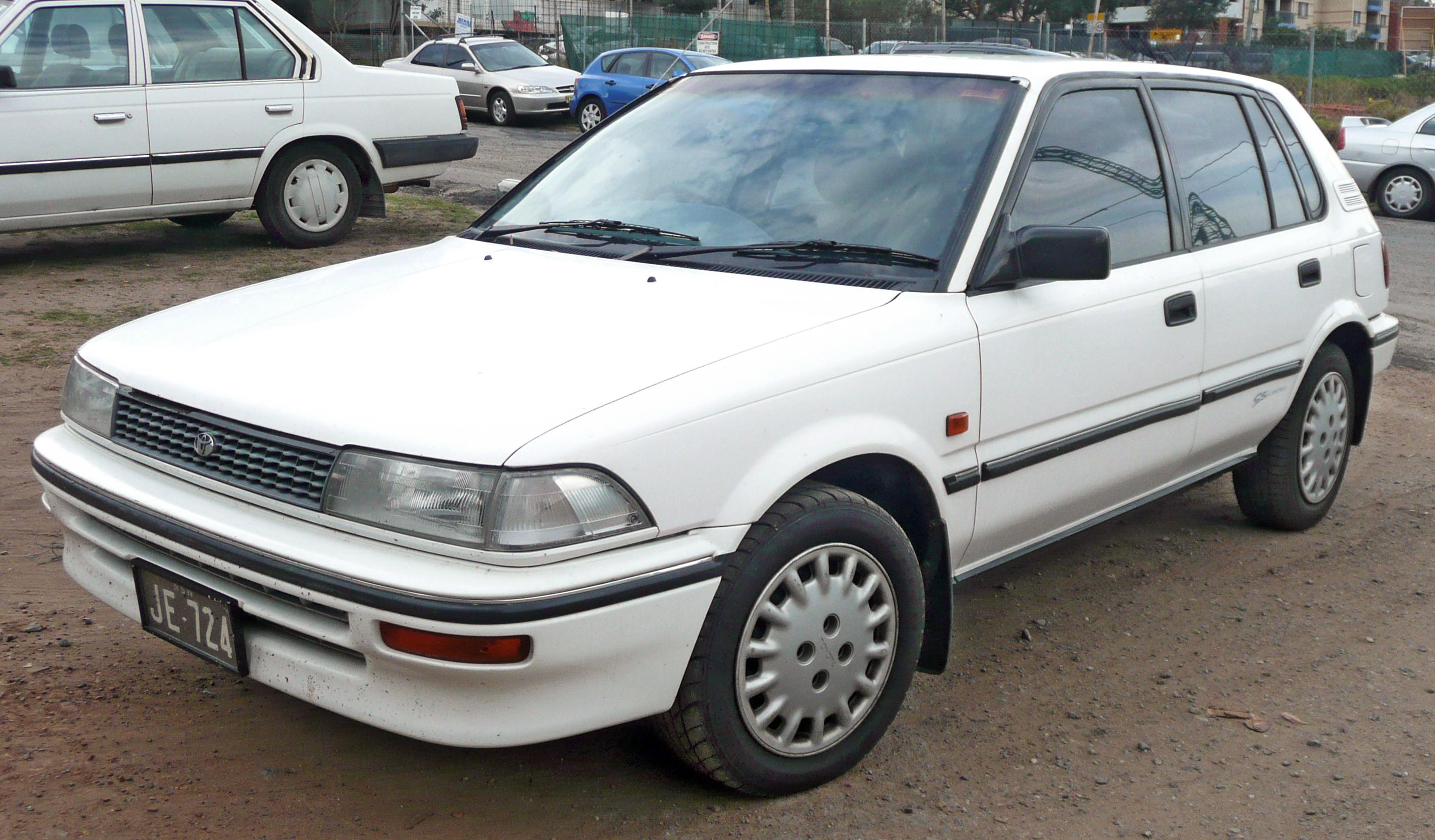
豪州仕様
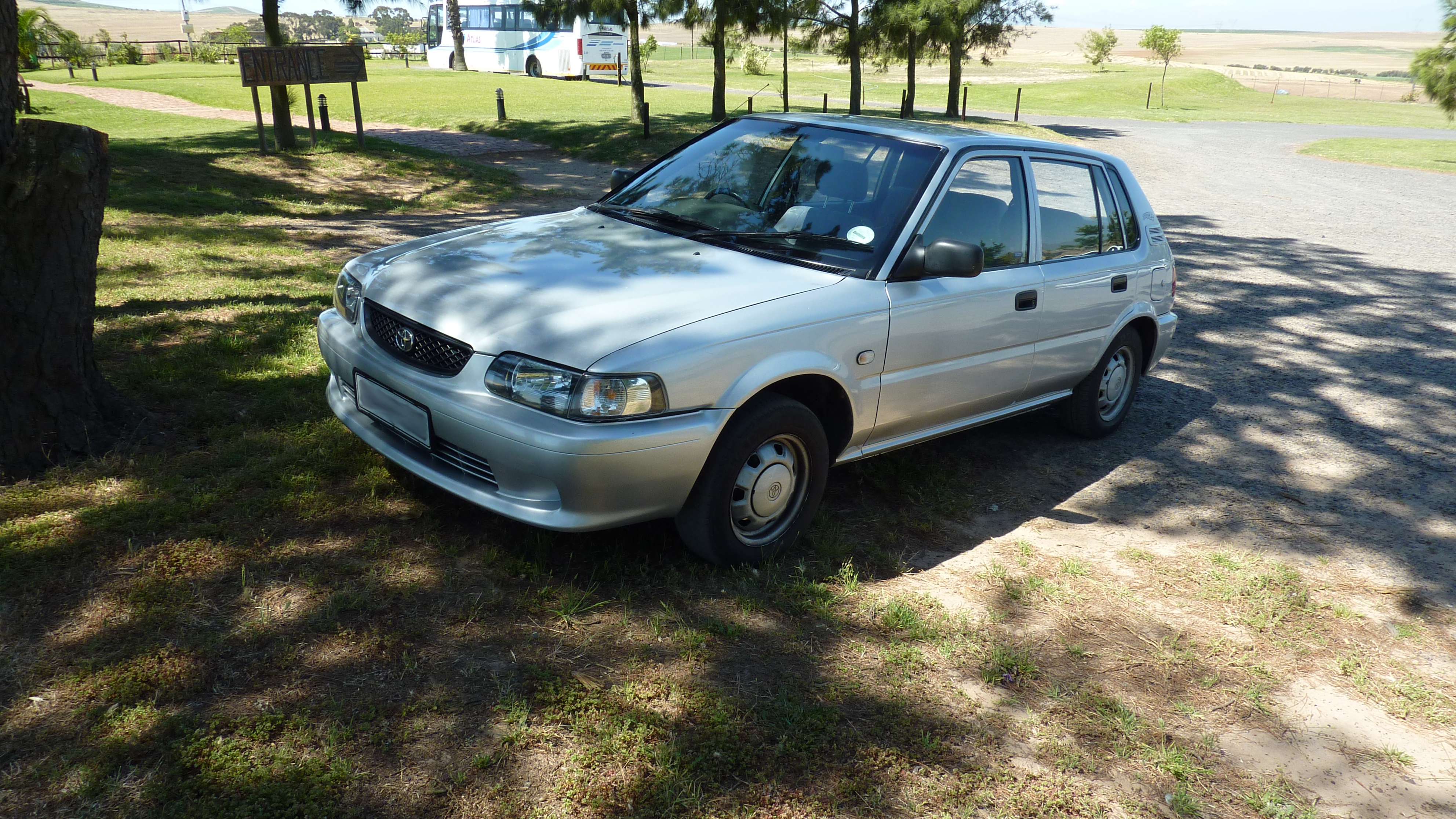
TAZZ FL(南アフリカ仕様)
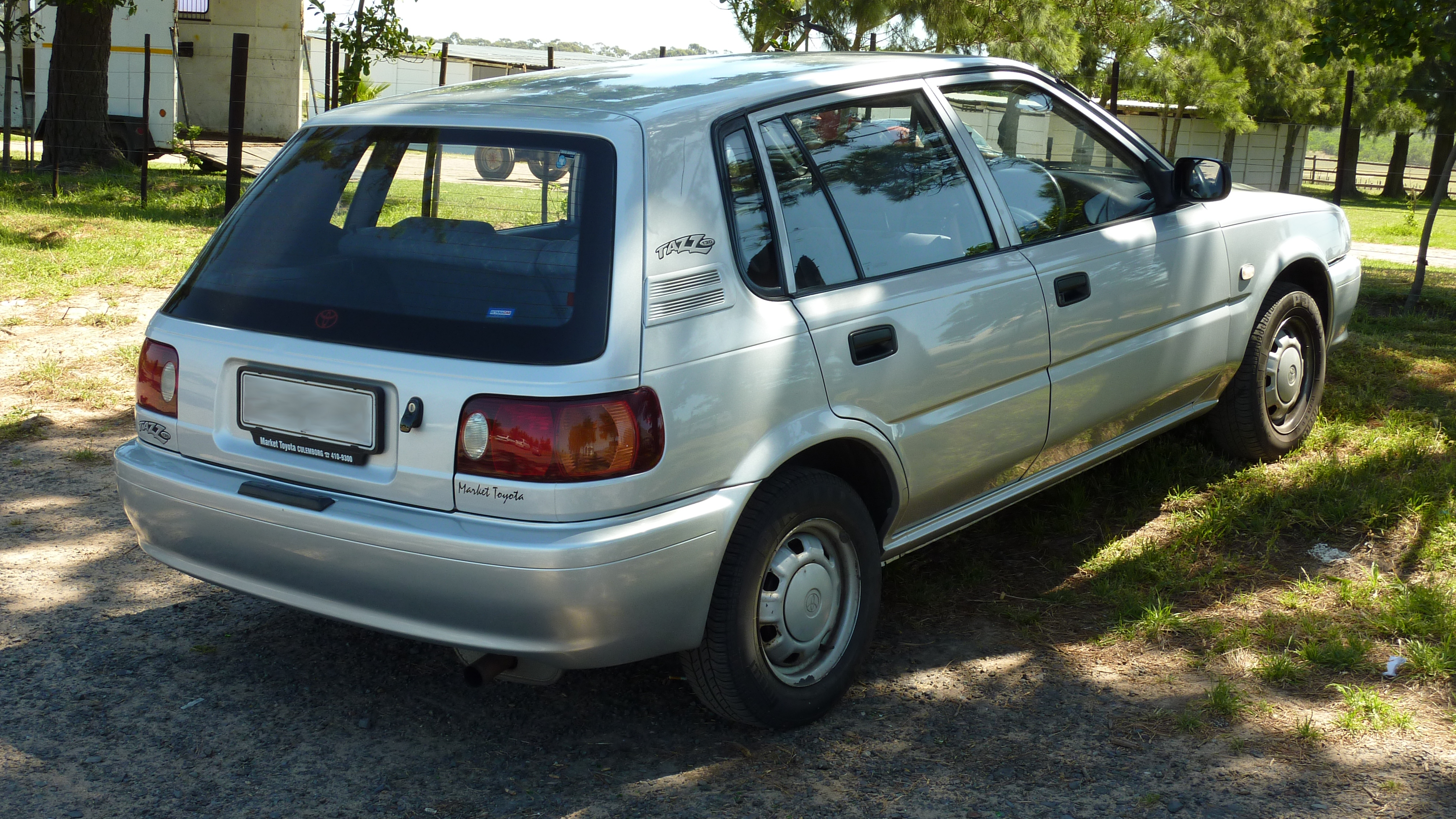
TAZZ FL(南アフリカ仕様)

## 3代目 E10#H型（1992年 - 1995年）
※日本仕様：1992年-1995年、欧州仕様：1991年-1996年、豪州仕様：1991年-1997年
該当型式：AE101
1992年5月、7代目カローラの登場から約1年遅れてフルモデルチェンジ。カローラシリーズ全体では通算7代目。
今までの実用性を考慮した作りから、スポーティ性を重視した3ドアのみのハッチバック車に転換した（5ドアは輸出向けのみ設定）。特に「GTスーパーストラット」というグレードには、AE101系カローラレビン・スプリンタートレノと同様の5バルブ化された4A-GE型エンジンにスーパーストラットサスペンション、スポーツABSといった豪華装備が搭載されていた。
1995年4月、国内向けの生産終了。以降は在庫対応分のみの販売となる。同年5月にモデルチェンジした110型系カローラにFXは設定されず、そのまま国内販売は終了となり、3代11年の歴史に幕を下ろした。

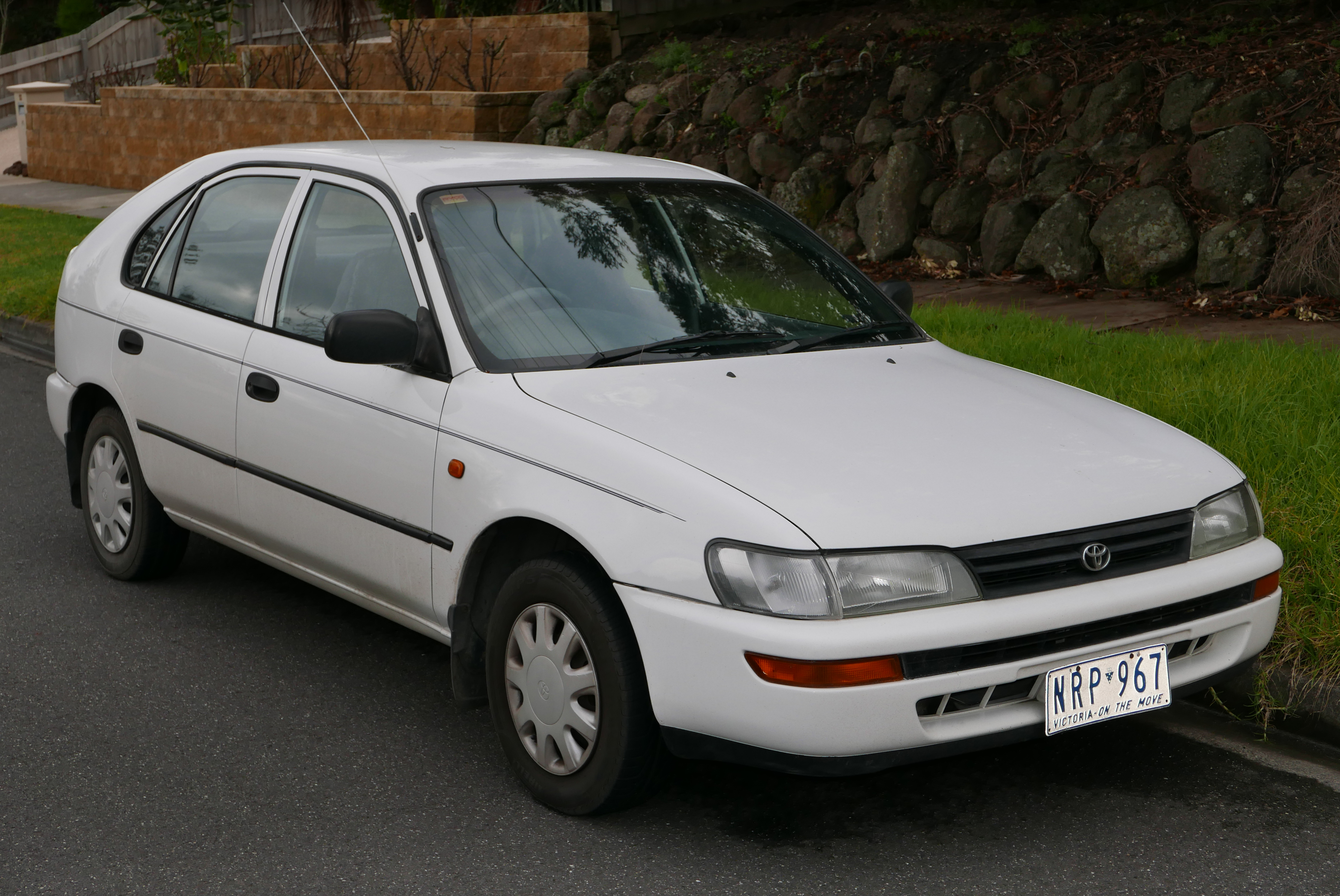
5ドア 豪州仕様
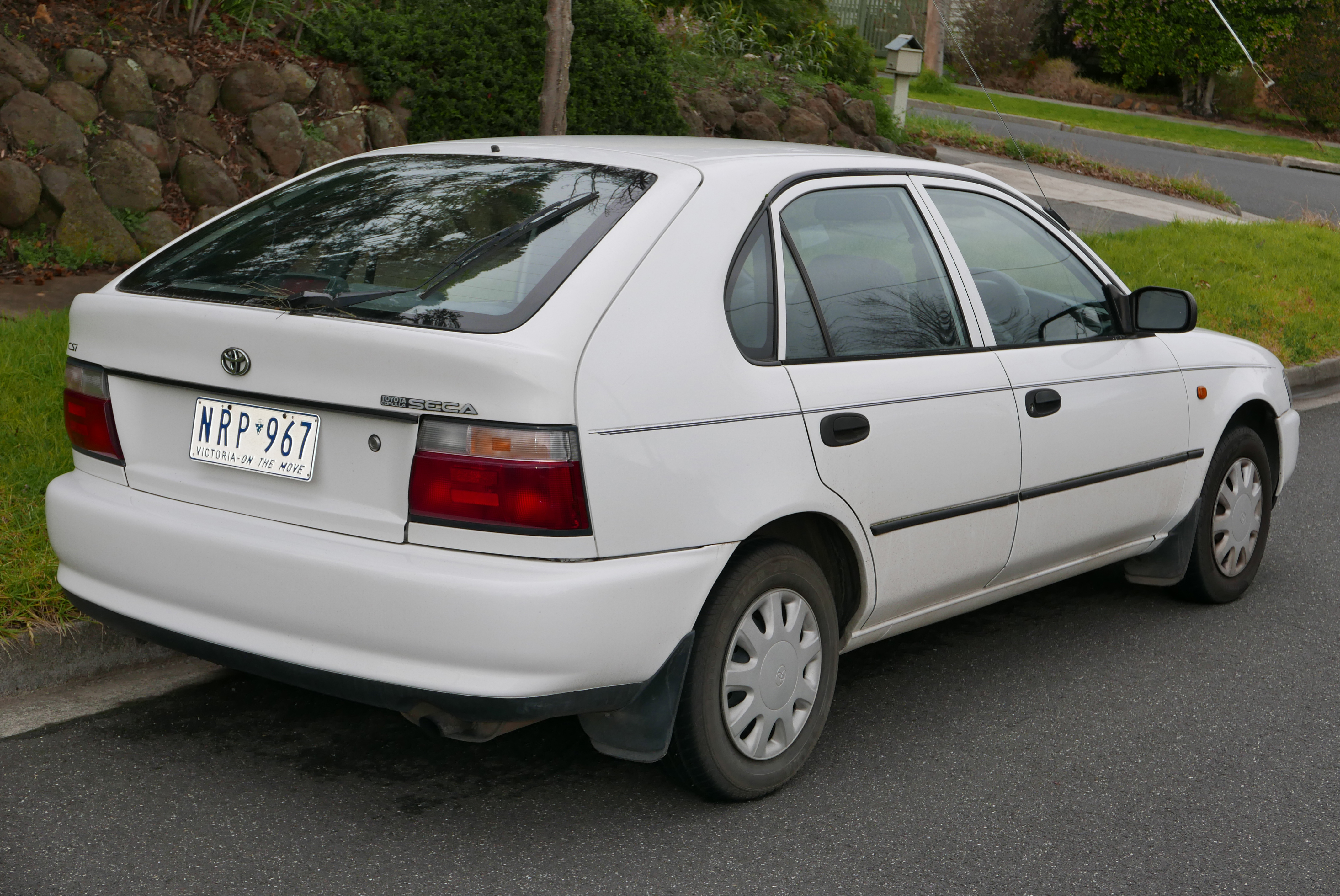
5ドア 豪州仕様

## 車名の由来
カローラはラテン語で花冠という意味である。
FXは「FF 2BOX」から命名された。